# Mathieu Édouard Werlé

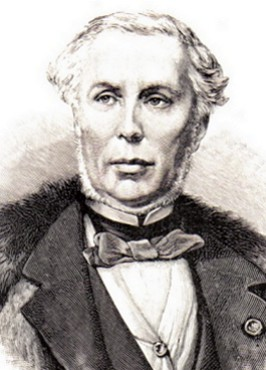
Mathieu Édouard Werlé

Mathieu Édouard Werlé, geboren als Eduard Werler, (Wetzlar, 30 oktober 1801 - Reims, 6 juni 1884) was een Frans ondernemer en politicus. Hij is vooral bekend geworden als champagnefabrikant. 
Werlé werd geboren in de door Frankrijk bezette vrije rijksstad Wetzlar. Hij vestigde zich in 1828 in Reims waar hij de beroemd geworden Weduwe Clicquot ontmoette. Zij maakte hem, na een periode als klerk,  bedrijfsleider van haar champagnehuis. De in 1836 tot Fransman genaturaliseerde Édouard Werlé gaf het bedrijf een grote impuls door champagne naar het Verenigd Koninkrijk en de Verenigde Staten te exporteren waar het eerst sterk afhankelijk was van de Russische markt.
Mme. Clicquot heeft hem haar champagnehuis en haar wijngaarden nagelaten.
Édouard Werlé speelde een belangrijke rol in de Kamer van Koophandel en het Syndicat des Vins de Champagne, een vereniging van champagnefabrikanten. Hij was ook president van het "Tribunal de commerce" en burgemeester van Reims van 1852 tot 1868 en plaatsvervangend burgemeester van 1862 tot 1870.
Édouard Werlé werd door zijn zoon Charles Alfred Werlé opgevolgd als directeur van het huis Veuve Clicquot dat de naam van de beroemde weduwe steeds is blijven dragen.
Hij ligt begraven op de Noorderbegraafplaats.

## Onderscheidingen
Édouard Werlé  ontving tijdens zijn leven drie hoge onderscheidingen en werd binnen het Legioen van Eer bevorderd tot de hoge graad van commandeur. Hij ontving ook een hoge Pauselijke onderscheiding.
- Ridder (28 april 1847), officier (11 oktober 1858) en later (15 november 1865) commandeur in het Legioen van Eer[2]
- Officier in de Orde van het Openbaar Onderricht
- Commandeur in de Orde van Sint-Gregorius de Grote[2]